# هانز بيركنر
هانز بيركنر (بالألمانية: Hans Pirkner)‏ (مواليد 25 مارس 1946) هو لاعب كرة قدم. لعب مع منتخب النمسا لكرة القدم. سبق له أن لعب في كأس العالم لكرة القدم مع منتخب بلاده.

## روابط خارجية
- هانز بيركنر على موقع الاتحاد الدولي (مؤرشف)  (الإنجليزية)
- هانز بيركنر على موقع الاتحاد الأوربي (الإنجليزية)
- هانز بيركنر على موقع قاعدة بيانات كرة القدم.إي يو (الإنجليزية)
- هانز بيركنر على موقع ناشيونال فوتبول تيمز (الإنجليزية)
- هانز بيركنر على موقع عالم كرة القدم.نت (الإنجليزية)